# بينوس خينيل
بلدية بينوس خينيل (بالإسبانية: Pinos Genil) هي بلدية تقع في مقاطعة غرناطة التابعة لمنطقة أندلوسيا جنوب إسبانيا.

## الديموغرافيا
بلغ عدد سكان بلدية بينوس خينيل 1.363 نسمة عام 2011 (وفقاً للمعهد الوطني الإسباني للإحصاء).
| 1.176 | 1.159 | 1.257 | 1.262 | 1.252 | 1.262 | 1.363 |